# Nekrolog 1374
Nekrolog
◄◄
| ◄
| 1370
| 1371
| 1372
| 1373
| 1374 | 1375 | 1376 | 1377 | 1378 | ► | ►►
Weitere Ereignisse | Allgemeiner Nekrolog 1374
Die Beschreibung der verstorbenen Person sollte so kurz wie möglich gehalten sein und nur deren signifikante Tätigkeit(en) enthalten.
Neue Namen ggf. auch unter dem Geburts- und Sterbedatum, also etwa unter 1. Januar und im Geburts- und Sterbejahr (2024) eintragen (nur bei entsprechender großer Wichtigkeit). Für Beispiele siehe die schon vorhandenen Artikel.
Außerdem über die fünf zuletzt Verstorbenen, zu denen es einen ausreichend guten Artikel für eine Präsentation auf der Hauptseite gibt, nach der todesbedingten Überarbeitung der Artikel ggf. auch unter Wikipedia Diskussion:Hauptseite informieren und sie am besten auch in den anderen Wikipedia-Sprachversionen eintragen. Tipp: Regelmäßig bei news.google.de nach „ist tot“, „gestorben“ oder „verstorben“ suchen.
Wenn eine Person gestorben ist, gibt es viele Seiten zu dieser Person in der Wikipedia, die davon auch betroffen sind und entsprechend aktualisiert werden müssen. Beispiele: Namenübersichtsseite, Geburtsjahr, Geburtsort-Seiten und viele mehr.
Wie finde ich die betroffenen Seiten?
Im Suchfeld auf der linken Seite gibt man den Suchbegriff so ein: „Vorname Nachname“. Dann klickt man auf Volltext und alle Seiten mit entsprechendem Suchtext werden aufgerufen. Hier sieht man dann schnell, wo auch das Todesjahr Sinn macht oder sogar ein Teil des Artikels angepasst werden muss. Auch hilft das „Werkzeug“ auf der linken Seite sehr gut, um solche Seiten aufzufinden: „Links auf diese Seite“. Somit ist die Wikipedia wieder aktuell in allen Bereichen! Hinweis: bei Eintragung der Kategorie „Gestorben JAHR“ wird der Missbrauchsfilter 49 ausgelöst, was jedoch nicht schlimm ist. Siehe: Spezial:Missbrauchsfilter/49
Dies ist eine Liste von im Jahr 1374 verstorbenen bekannten Persönlichkeiten. Die Einträge erfolgen innerhalb der einzelnen Daten alphabetisch sortiert. Tiere sind im Nekrolog für Tiere zu finden.

## Januar
| Tag       | Name           | Beruf, bekannt als  | Alter | Beleg |
| --------- | -------------- | ------------------- | ----- | ----- |
| 6. Januar | Andrea Corsini | Bischof von Fiesole | 72    |       |

## März
| Tag      | Name     | Beruf, bekannt als | Alter | Beleg |
| -------- | -------- | ------------------ | ----- | ----- |
| 12. März | Go-Kōgon | Tennō              | 37    |       |

## April
| Tag       | Name                  | Beruf, bekannt als                                                                    | Alter | Beleg |
| --------- | --------------------- | ------------------------------------------------------------------------------------- | ----- | ----- |
| 14. April | Konrad von Megenberg  | deutscher Autor zahlreicher Schriften in lateinischer und mittelhochdeutscher Sprache |       |       |
| 19. April | Tile von Damm         | deutscher Ratsherr                                                                    |       |       |
| 24. April | Bogislaw V.           | Herzog von Pommern                                                                    |       |       |
| 28. April | Guillaume de La Jugie | Kardinal                                                                              |       |       |

## Juni
| Tag      | Name                   | Beruf, bekannt als                                                  | Alter | Beleg |
| -------- | ---------------------- | ------------------------------------------------------------------- | ----- | ----- |
| 5. Juni  | William Whittlesey     | Bischof von Rochester und Worcester sowie Erzbischof von Canterbury |       |       |
| 15. Juni | Johannes Klenkok       | Theologe und Bekämpfer des Sachsenspiegels                          |       |       |
| 29. Juni | Johannes Milicius      | böhmischer Reformationsprediger                                     |       |       |
| 30. Juni | Siegfried von Blomberg | Erzbischof von Riga                                                 |       |       |

## Juli
| Tag      | Name                             | Beruf, bekannt als       | Alter | Beleg |
| -------- | -------------------------------- | ------------------------ | ----- | ----- |
| 13. Juli | John Charlton, 3. Baron Charlton | walisischer Marcher Lord |       |       |
| 19. Juli | Francesco Petrarca               | italienischer Dichter    | 69    |       |

## August
| Tag       | Name                     | Beruf, bekannt als                                                   | Alter | Beleg |
| --------- | ------------------------ | -------------------------------------------------------------------- | ----- | ----- |
| 6. August | Johann Ribi von Lenzburg | Bischof von Gurk; Bischof von Brixen; Kanzler Erzherzogs Rudolfs IV. |       |       |

## September
| Tag           | Name         | Beruf, bekannt als        | Alter | Beleg |
| ------------- | ------------ | ------------------------- | ----- | ----- |
| 13. September | Walther III. | deutscher Benediktinerabt |       |       |

## Oktober
| Tag         | Name         | Beruf, bekannt als                                   | Alter | Beleg |
| ----------- | ------------ | ---------------------------------------------------- | ----- | ----- |
| 27. Oktober | Gongmin Wang | 31. König des Goryeo-Reiches und der Goryeo-Dynastie | 44    |       |

## November
| Tag          | Name                   | Beruf, bekannt als                                    | Alter | Beleg |
| ------------ | ---------------------- | ----------------------------------------------------- | ----- | ----- |
| 25. November | Philipp II. von Tarent | Fürst von Tarent und Titularkaiser von Konstantinopel |       |       |

## Dezember
| Tag          | Name       | Beruf, bekannt als                 | Alter | Beleg |
| ------------ | ---------- | ---------------------------------- | ----- | ----- |
| 1. Dezember  | Magnus II. | König von Schweden und Norwegen    |       |       |
| 14. Dezember | Johann IV. | Herr zu Werle-Goldberg (1354–1374) |       |       |

## Datum unbekannt
| Tag | Name                 | Beruf, bekannt als                                                        | Alter | Beleg |
| --- | -------------------- | ------------------------------------------------------------------------- | ----- | ----- |
|     | Albert III.          | Graf von Görz, Pfalzgraf von Kärnten                                      |       |       |
|     | Elisabeth von Oppeln | erste Frau des Markgrafen Jobst von Mähren                                |       |       |
|     | Johanna von Flandern | Herzogin von Bretagne                                                     |       |       |
|     | Li Thai              | thailändischer König                                                      |       |       |
|     | Peter Losha          | albanischer Fürst in Süd-Epirus, Despot unter Zar Simeon Uroš Palaiologos |       |       |
|     | Ni Zan               | chinesischer Mönchsmaler                                                  |       |       |
|     | Raymond Berenger     | Großmeister des Malteserordens                                            |       |       |